# Phoenix (Asia-Album)
Phoenix ist das neunte Studioalbum der englischen AOR-Band Asia, aus dem Jahr 2008. Es erreichte Platz 58 in den deutschen und Platz 75 in den Schweizer Charts.

## Hintergrund
Im Jahr 2005 sollte der Asia- und ehemalige Yes-Keyboarder Geoffrey Downes mit der Band White des Yes-Schlagzeugers Alan White, dem Yes- und ehemaligen Asia-Gitarristen Steve Howe und der Band The Syn des Yes-Bassisten Chris Squire auf Tournee gehen. Diese Tournee kam zwar nie zustande, es ergab sich aber durch die erneuten Kontakte Downes’ zu Howe und dem ehemaligen Asia-Sänger John Wetton, mit dem Dowens seit kurzem unter dem Namen Icon musizierte, Ende 2005 die Chance, die Originalbesetzung Asias zu reformieren.
Nach einigen telefonischen Vorgesprächen trafen sich die vier Asia-Gründungsmitglieder Downes, Howe, Wetton und Schlagzeuger Carl Palmer zusammen mit Wettons Manager Martin Darvill am 5. Januar 2006 in einer Suite des Londoner Paddington Hilton Hotels zu einem Gespräch, während dessen die Wiedervereinigung der Band beschlossen wurde.
Das Team um die vier Musiker ergänzten daraufhin Darvill als Manager, der erfahrene Phil Carson, Bruce Pilato (der bereits bei Emerson, Lake & Palmer mit Palmer zusammengearbeitet hatte) als PR-Manager und Barbara Skydel von der William Morris Management-Agentur, die Asia bereits in den erfolgreichen 80er Jahren repräsentiert hatte. Carson war dabei eine der wichtigsten Personen im Team: Er hatte einige Zeit zuvor die Comebacks von Emerson, Lake & Palmer, Yes und von Foreigner organisiert und war durch seine guten Kontakte in den U. S. A. dafür prädestiniert, Asia dort ein zweites Mal zu etablieren.
Die Wiedervereinigung der Originalbesetzung bedeutete für John Payne, Guthrie Govan und Jay Schellen von der bis dahin aktuellen Asia-Besetzung das Aus. Das aktuell in Arbeit befindliche Asia-Projekt Architect of Time wurde auf Eis gelegt und die drei Musiker gründeten die Band GPS.

## Aufnahmen
Nach einer erfolgreichen Comeback-Welttournee der Originalbesetzung Asias (19. August 2006 – Frühjahr 2007) begannen im Mai 2007 die Arbeiten an einem neuen Studioalbum, die jedoch kurz darauf unterbrochen werden mussten: Eine der Spätfolgen von Wettons Alkoholkrankheit hatte zu einer nur zufällig entdeckten, durch Arteriosklerose ausgelösten koronaren Herzkrankheit geführt, die nach langem Hin und Her im August desselben Jahres eine Herzoperation nötig machte. Der dreifache Bypass verlief gut, dennoch mussten für den Herbst angekündigte Auftritte Asias und des Wetton/Downes-Projekts Icon in Nordamerika und Europa bis auf weiteres abgesagt werden.
Die italienische Plattenfirma Frontiers Records nahm Asia unter Vertrag und bis zum Herbst 2007 erarbeiteten Wetton und Downes neues Songmaterial. Im Oktober begannen die ersten Aufnahmesessions für die 12 Songs, darunter An Extraordinary Life, ein Song, in dem Wetton seine Erfahrungen der letzten Jahre verarbeitete. Anfang 2008 wurden die letzten Arbeiten am neuen Album beendet. Das neue Album erhielt den Titel Phoenix, in Anlehnung an den Vogel Phönix aus der griechischen Mythologie, der verbrennt, um aus seiner Asche wieder neu zu erstehen (vgl. die Redewendung „Wie ein Phönix aus der Asche“ für etwas, das schon verloren geglaubt war, aber in neuem Glanz wieder erscheint). Das Album, das die Band, nach dem Tod ihres angestammten Produzenten Mike Stone 2002, selbst produziert hat, wurde in Europa am 11. April 2008 veröffentlicht, in Nordamerika am 15. April (über EMI) und in Japan (mit verschiedenem Bonustrack) am 23. April (über Kings Records). Von März bis Mai 2008 präsentierte die Band das neue Album bei weiteren Konzerten in England, den USA, in Japan und Europa. Phoenix erreichte Platz 58 in den deutschen und Platz 75 in den Schweizer Charts, in England schaffte es  Platz 10, allerdings nur in den dortigen Indie-Charts. Es startete auf Platz 73 in den amerikanischen Billboard Top 200 und erreichte Platz 10 in den Billboard Top Internet Charts.

## Trackliste
1. Never Again (Downes, Howe, Palmer, Wetton) – 4:53
2. Nothing's Forever (Wetton) – 5:44
3. Heroine (Downes, Howe, Palmer, Wetton) – 4:51
4. Sleeping Giant/No Way Back/Reprise (Downes, Howe, Palmer, Wetton) – 8:09
5. Alibis (Wetton/Downes/Howe/Palmer) – 5:38
6. I Will Remember You (Downes, Howe, Palmer, Wetton) – 5:09
7. Shadow of a Doubt (Downes, Howe, Palmer, Wetton) – 4:16
8. Parallel Worlds/Vortex/Déyà (Downes, Howe, Palmer, Wetton) – 8:09
9. Wish I'd Known All Along (Howe) – 4:05
10. Orchard of Mines (Fayman/Pursey) – 5:09
11. Over and Over (Howe) – 3:31
12. An Extraordinary Life (Downes, Howe, Palmer, Wetton) – 4:56

Das Album enthält neben einem Electronic Press Kit jeweils einen Bonustrack:
- An Extraordinary Life (Europe Limited Edition)
- I Will Remember You (Japanische Ausgabe)

Anmerkungen:
- Der Song Alibis stammt bereits aus dem Jahr 1982, war aber nie zuvor von Asia gespielt oder aufgenommen worden
- Orchard of Mines ist eine Coverversion, der Song stammt von Jeffrey Fayman und Daniel Pursey von der Band Globus und ist in seiner Originalversion auf deren Album Epicon (2006) zu hören, an dem auch Anneke van Giersbergen mitgearbeitet hat, die Sängerin der niederländischen Band The Gathering, mit der auch John Wetton bereits zusammengearbeitet hatte
- In An Extraordinary Life verarbeitet John Wetton seine Erfahrungen mit dem Alkoholismus und seiner Überwindung der Krankheit

## Cover
Für die Covergestaltung engagierte man erneut den Fantasy-Künstler Roger Dean, der bereits in den 1980er und 1990er Jahren einige Cover für Asia entworfen hatte. Das Bild stellt den Vogel Phönix aus der griechischen Mythologie und das klassische Asia-Logo dar.

## Besetzung
- John Wetton – Bass, Gesang
- Carl Palmer – Schlagzeug, Percussion
- Steve Howe – Gitarre, Gesang
- Geoffrey Downes – Keyboard, Gesang

## Stil
Mit der Wiedervereinigung der Originalbesetzung im Jahr 2006 war ein stilistischer Umbruch gegenüber den Veröffentlichungen des bis dahin existierenden Downes/Payne-Lineups zu erwarten gewesen. Vermutet wurde eine Rückkehr zum klassischen Asia-Sound der ersten drei Alben, Asia, Alpha und Astra. Dies ist jedoch nicht geschehen. Die Songs auf Phoenix lassen die pathetischen ebenso wie die melancholischen Melodien klassischer Asia-Stücke vermissen. Das Reunion-Album enthält anstelle von Bombastrock und Powerballaden eher ruhige Midtemposongs ohne übermäßiges Pathos.
Auch die Produktion von Phoenix ist mit der der frühen Asia-Alben nicht zu vergleichen. Nach dem Tod Mike Stones hat sich die Band auf Phoenix selbst produziert. Die Wall-of-Sound-Produktion Stones wurde dabei nicht wieder aufgegriffen. Damit fehlen die massiv vervielfältigten Gesangslinien ebenso wie der starke Hall der Keyboard- und Schlagzeugsounds. Der Klang von Phoenix ist damit weit klarer, aber auch deutlich dünner als der der 80er-Jahre-Alben und näher an den Alben der Downes/Payne-Ära, allerdings klingt es noch trockener als diese.
Damit ist Phoenix kaum noch als Asia-Album zu erkennen.

## Reaktionen der Kritik
Die Kritik am Songmaterial bezog sich vor allem auf die vielen Midtempo-Stücke, die untypisch für die Band seien. Positiv hervorgehoben wurden meist Never Again und Shadow of a Doubt, das Hitpotenzial vieler Stücke der frühen Asia habe aber keiner der Songs. An der Produktion wurde vor allem der flache und kraftlose (und damit für Asia untypische) Sound kritisiert, was vor allem am Klang der Gesangsstimmen und der Gitarre deutlich nachvollzogen werden kann.
Dennoch sind die Meinungen gespalten: Phoenix wurde in den USA und in Japan weit besser aufgenommen als in europäischen Ländern.